# Puttgarden
Puttgarden è una frazione della città tedesca di Fehmarn, nello Schleswig-Holstein. Essa è anche un porto per traghetti sull'isola di Fehmarn che collega la Germania con il villaggio di Rødby, in Danimarca, distante 18 km.

## Storia
Fino al 31 dicembre 2002 Puttgarden era ricompresa nell'ex comune di Bannesdorf, successivamente rientrato in quello di Fehmarn.

## Geografia fisica
La località è situata all'estremità dell'isola di Fehmarn, sul Mar Baltico, e distante 18 km di mare da Rødby, in Danimarca, frazione del comune di Lolland. Da Kiel e Lubecca dista circa 60 km, mentre ne dista quasi 100 da Amburgo.

## Infrastrutture e trasporti
Nel periodo 1961-63 venne costruito a Puttgarden un terminal ferroviario per l'imbarco navale atto a collegare Germania e Danimarca, sostitutivo di quello Großenbrode-Gedser, usato nel periodo 1945-1963. Successivamente al completamento del ponte stradale e ferroviario "Storebæltsbroen", in Danimarca, il percorso via Puttgarden divenne meno usato dai treni, ma rimase servito dalle navi della compagnia Scandlines, con frequenze di 30 minuti per 24 ore al giorno.
È in corso di realizzazione il tunnel del Fehmarn Belt, progettato per unire l'isola danese di Lolland con l'isola tedesca di Fehmarn, quest'ultima già unita con un ponte alla terraferma tedesca. I governi danese e tedesco hanno approvato il 29 giugno 2007 la costruzione di un collegamento fisso per sostituire il traghetto sullo stretto di Fehmarn Belt, tale stretto divide la baia di Kiel dalla baia di Meclemburgo. Esso consentirà di risparmiare l'ora necessaria attualmente per attraversare lo stretto con il traghetto e fornirà una maggiore capacità di attraversamento tra i due stati.
Nel 2011 il Parlamento danese ha votato in massa (con 7 partiti su 8 che hanno appoggiato il progetto) per finanziare il progetto con 5,1 miliardi di €. Il progetto del tunnel prevede cinque canne separate, due contenenti due corsie autostradali ciascuna, due con un binario ciascuna, e una di servizio (posta fra le due stradali)..